# كوزموبوليتان أوف لاس فيغاس
كوزموبوليتان أوف لاس فيغاس هو منتجع فاخر يضم فندق وكازينو يقع في لاس فيغاس ستريب،بارادايس،نيفادا.تم افتتاحه في 15 ديسمبر 2010.